# Petsjorazee
De Petsjorazee (Russisch: Печорское море; Petsjorskoje more) is de benaming die soms wordt gebruikt voor het zuidoostelijke deel van de Barentszzee tussen de eilanden Kolgoejev en Vajgatsj en ten noordoosten van het schiereiland Joegor. De zee is tot 210 meter diep. De rivier de Petsjora mondt uit in de zee via de Petsjorabaai. Van november tot juni is de zee bedekt met ijs. In de zee komen kabeljauwen, witte dolfijnen en zeehonden voor. Aan de zee ligt de plaats Varandej. De belangrijkste plaats is echter Narjan-Mar iets ten zuiden aan de Petsjora.